# Lubuczewo
Lubuczewo (kaszb. Lëbùczewò, niem. Lübzow) – wieś w Polsce położona w województwie pomorskim, w powiecie słupskim, w gminie Redzikowo. Leży przy drodze wojewódzkiej nr 213, od której odbija droga powiatowa do Rowów i Kluk.
W latach 1945–54 siedziba gminy Lubuczewo. W latach 1975–1998 miejscowość administracyjnie należała do województwa słupskiego.

## Nazwa
Nazwa, wzmiankowana po raz pierwszy w 1628, ma genezę słowiańską i charakter dzierżawczy. Powstała przez dodanie do nazwy osobowej *Lubucz (= Lubiesz?) formantu -ewo. Friedrich Lorentz odnotował formy nazwy w lokalnych gwarach słowińskich: Lȧ̃bʉčɵvɵ, Lä̀bʉčɵvɵ – wraz z nazwami mieszkańców: Lȧ̃bʉčȯu̯n : Lä̀bʉčȯu̯n, Lȧ̃bʉčȯu̯nkă : Lä̀bʉčȯu̯nkă „lubuczewianin, lubuczewianka”. Nazwa niemiecka jest adaptacją fonetyczną pierwotnej nazwy słowiańskiej.
Rada Języka Kaszubskiego proponuje kaszubską formę Lëbùczewo.

## Zabytki
- pałac w stylu francuskiego renesansu z początku XIX wieku, parterowy o ciemnopomarańczowych elewacjach i jasnych obramowaniach okien, podwyższony attykami wystawek i narożną wieżą o ściętym hełmie czterospadowym. W otoczeniu pozostałości parku z pomnikowym drzewostanem i stawem[12].